# Компактификация Стоуна — Чеха
Компактификация Стоуна — Чеха (также стоун-чеховская или чех-стоунова компактификация) — максимальная компактификация вполне регулярного топологического пространства. 
Компактификация Стоуна — Чеха пространства {\displaystyle X} обычно обозначается как {\displaystyle \beta X}.

## История
Конструкция компактификации Стоуна — Чеха была впервые рассмотрена Тихоновым в 1930 году. 
Более явно она была описана в 1937 году Стоуном
 и Эдуардом Чехом.

## Универсальное свойство
{\displaystyle \beta X} — это компактное хаусдорфово пространство вместе с непрерывным отображением из {\displaystyle X,} удовлетворяющее следующему универсальному свойству: любое непрерывное отображение {\displaystyle f:X\to K} в компактное хаусдорфово пространство {\displaystyle K} можно однозначно продолжить до непрерывного отображения {\displaystyle \beta f:\beta X\to K,} такого что следующая диаграмма коммутативна:
В случае, если исходное пространство {\displaystyle X} было вполне регулярным, отображение {\displaystyle X\to \beta X} является гомеоморфизмом {\displaystyle X} на образ этого отображения (то есть вложением).

### Замечание
- Несмотря на то, что универсальное свойство однозначно определяет компактификацию с точностью до изоморфизма,  для доказательства существования компактификации нужно описать явную конструкцию.

## Конструкция
Обозначим через {\displaystyle A} множество всех непрерывных функций {\displaystyle \alpha \colon X\to [0,1]}.
Можно проверить, что отображение {\displaystyle F:X\to [0,1]^{A}} (тихоновский куб), определяемое равенством
{\displaystyle x\mapsto (\alpha (x))_{\alpha \in A}},
является гомеоморфизмом {\displaystyle X} на свой образ {\displaystyle F(X)\subset [0,1]^{A}}. Замыкание {\displaystyle F(X)} в {\displaystyle [0,1]^{A}} и будет искомой компактификацией.

## Свойства
- Если {\displaystyle X} является дискретным пространством, его компактификация — это множество ультрафильтров на решётке подмножеств {\displaystyle X,} наделённое топологией Стоуна. В качестве базы открытых множеств топологии Стоуна на множестве ультрафильтров {\displaystyle G} можно взять множества {\displaystyle D_{a}=\{U\in G|a\in U\}} для всевозможных {\displaystyle a\in P(X).}